# Organische rankinecyclus

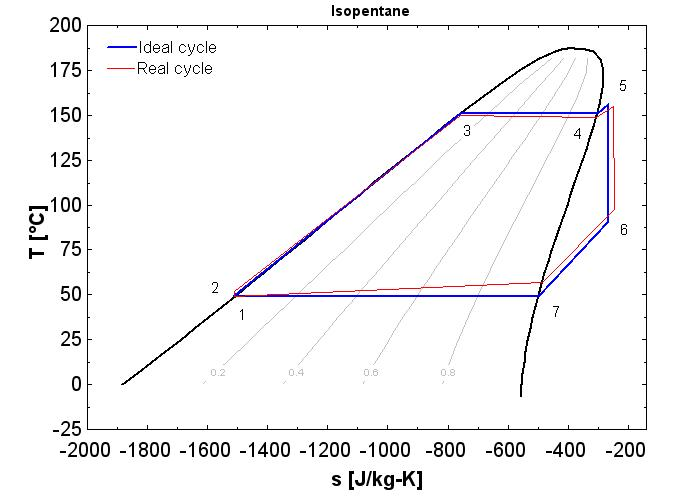
Temperatuur-entropiediagram voor een ORC, werkend op 2-methylbutaan.

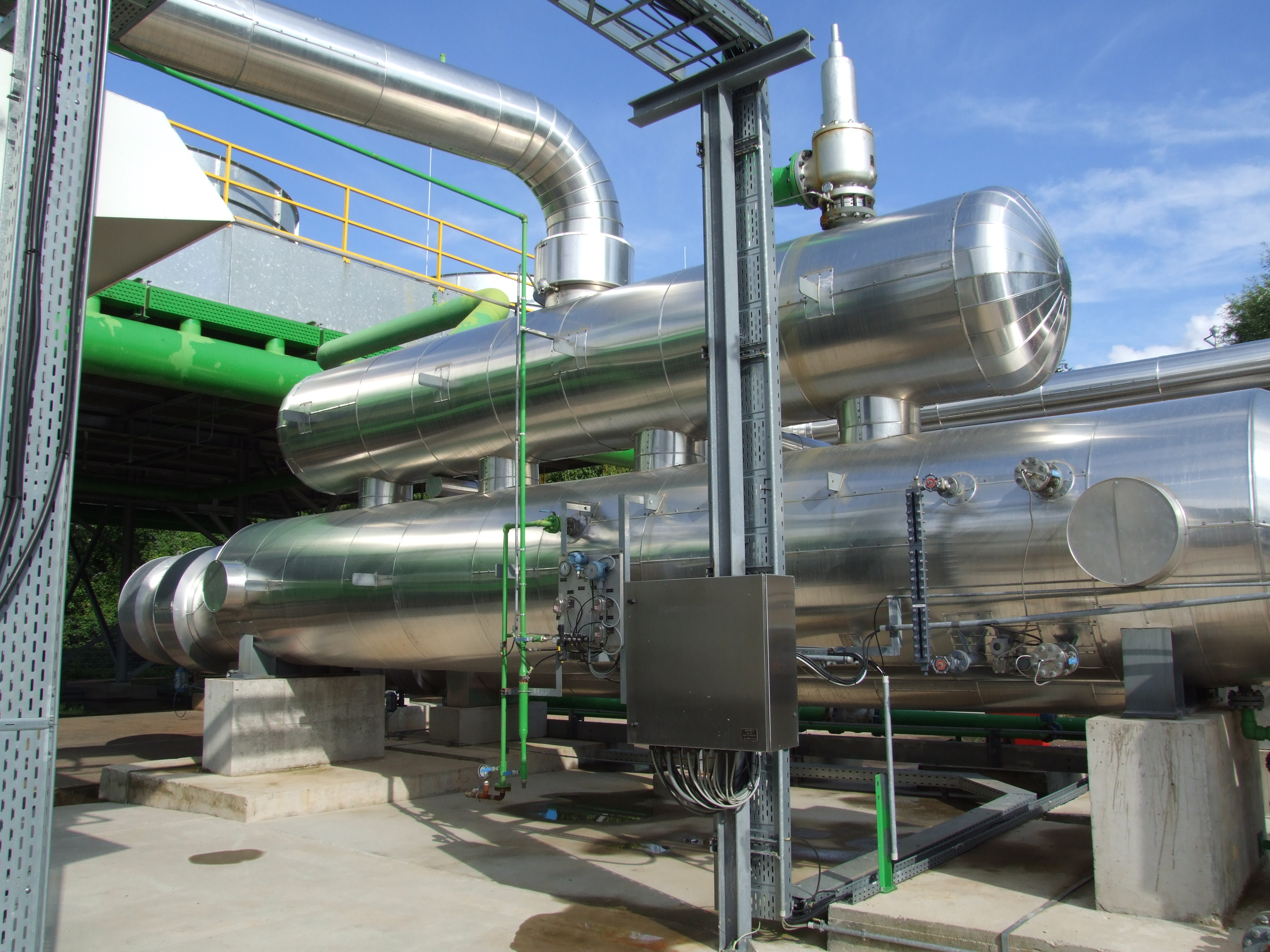
Een geothermische ORC-installatie op 2-methylbutaan in Landau in der Pfalz.

Een organische rankinecyclus of ORC is een rankine-proces met een organisch oplosmiddel zoals propaan, isobutaan, isopentaan of ammoniak in plaats van stoom. Vaak wordt daarbij een turbine toegepast.
Omdat een organisch oplosmiddel een lager kookpunt heeft dan water, laat de ORC toe om energie te halen uit een lagere temperatuur tot zelfs 100°C. Deze cyclus is dan ook vooral geschikt voor het benutten van restwarmte. Ook benutting van stortgas (dat vanwege de wisselende samenstelling ongeschikt is voor een verbrandingsmotor), aardwarmte en zonne-energie geconcentreerd door parabolische spiegels behoort tot de mogelijkheden.
In 1961 bouwden Harry Zvi Tabor en Lucien Bronicki de eerste werkende ORC-installatie.

## Werkingsprincipe
Het werkingsprincipe van de organische rankinecyclus is gelijk aan dat van de rankinecyclus: het werkfluïdum wordt gepompt naar een ketel waar het verdampt, gevoerd door een expansie-inrichting (turbine of andere expander), en vervolgens door een condensor warmtewisselaar waar het uiteindelijk opnieuw wordt gecondenseerd.
In het ideale cyclus beschreven theoretische model van de motor, de expansie isentropisch en de verdamping en condensatie processen isobare.
In een echte cyclus verlaagt de aanwezigheid van onomkeerbaarheden de cyclus-efficiëntie. Die onomkeerbaarheden doen zich vooral voor: 
- tijdens de expansie: dan wordt slechts een deel van de energie verkregen en het drukverschil wordt omgezet in nuttige arbeid. Het andere deel wordt omgezet in warmte en gaat verloren. De efficiëntie van de expander wordt bepaald door vergelijking met een isentropische expansie.
- in de warmtewisselaars: De vloeistof neemt een lang en bochtig pad dat een goede warmte-uitwisseling garandeert, maar ervoor zorgt dat de druk daalt waardoor er een lagere hoeveelheid energie wordt verkregen in de cyclus. Ook het temperatuurverschil tussen de warmtebron/sink en het werkfluïdum genereert exergie en vermindert de cyclustijden.

In het geval van een "droog fluïdum" kan de cyclus worden verbeterd door het gebruik van een regenerator omdat het fluïdum niet de tweefasige toestand bereikt aan het einde van de expansie, de temperatuur op dit punt zal hoger zijn dan de condensatietemperatuur. Deze hogere temperatuur kan worden gebruikt om de vloeistof te verwarmen voordat het de verdamper binnenkomt.
Een tegenstroomwarmtewisselaar wordt dus gemonteerd tussen de uitlaat van de expander en de inlaat van de verdamper. Het benodigde vermogen van de warmtebron wordt met de helft verminderd en het rendement verhoogd.

## Rendement
Als gevolg van het lagere drukverschil is het rendement van een ORC wel een stuk lager dan dat van een stoomturbine, hooguit 22% in plaats van 30% bij een gasturbine of 40 % bij een stoomturbine. Maar vaak wordt een ORC juist benut om nog extra energie te onttrekken aan de hete uitlaatgassen van een gasturbine of gasmotor, waardoor het elektrisch rendement van de gasturbine of gasmotor als geheel sterk wordt verhoogd.